# Blaye-les-Mines
Blaye-les-Mines är en kommun i departementet Tarn i regionen Occitanien i södra Frankrike. Kommunen ligger i kantonen Carmaux-Sud som tillhör arrondissementet Albi. År 2022 hade Blaye-les-Mines 2 920 invånare.

## Befolkningsutveckling
Antalet invånare i kommunen Blaye-les-Mines
| Referens: INSEE |